# Chris Riggi
Christopher Nicholas Riggi, detto Chris (New York, 18 settembre 1985), è un attore statunitense.

## Biografia
Nato e cresciuto a New York da Michele e Ron Riggi, pratica arti marziali sin da piccolo ed è cintura nera di taekwondo, che ha praticato per sette anni. Ha un fratello, Vince; ha studiato al Lee Strasberg Theatre and Film Institute di New York e con Jacqueline Brookes e Irma Sandrey dell'Actors Studio.
Inizia la sua carriera nel 2008 nel cortometraggio Brotherhood nel ruolo di Jared. Oltre a questo, ha fatto apparizioni in diverse serie TV come Lipstick Jungle e Human Giant. Nel 2009 interpreta Scott Rosson, figlio di Rufus Humphrey e Lily van der Woodsen, nella serie televisiva Gossip Girl; l'anno seguente è in Mordimi nel ruolo di Jacob White.
Nel 2012 entra nel cast del film The Contest, in uscita nel 2013.

## Filmografia

### Cinema
- Brotherhood, regia di Brooke Sebold - cortometraggio (2008)
- Dare, regia di Adam Salky (2009)
- The Ministers - Giustizia violenta (The Ministers), regia di Franc. Reyes (2009)
- Toe to Toe, regia di Emily Abt (2009)
- Hated, regia di Lee Madsen (2010)
- Mordimi (Vampires Suck), regia di Jason Friedberg e Aaron Seltzer (2010)
- To Redemption, regia di Alexia Oldini (2012)
- Red Butterfly, regia di Jon Henri Alston (2012)
- Dancehall, regia di Tennyson Bardwell (2012)
- The Locals, regia di Sue Kramer (2012)
- 36 Saints, regia di Eddy Duran (2013)
- The Contest, regia di Ajay Giunta (2013)
- Il mondo degli adulti (Adult World), regia di Scott Coffey (2013)
- The Wolf of Wall Street, regia di Martin Scorsese (2013)

### Televisione
- Human Giant - serie TV, episodio 2x04 (2008)
- Sentieri (The Guiding Light) - serial TV, 1 puntata (2008)
- Lipstick Jungle - serie TV, episodio 2x10 (2008)
- Gossip Girl - serie TV, 6 episodi (2009)
- Americana - serie TV, episodio 1x01 (2012)